# الأمازونيين (مسرحية)

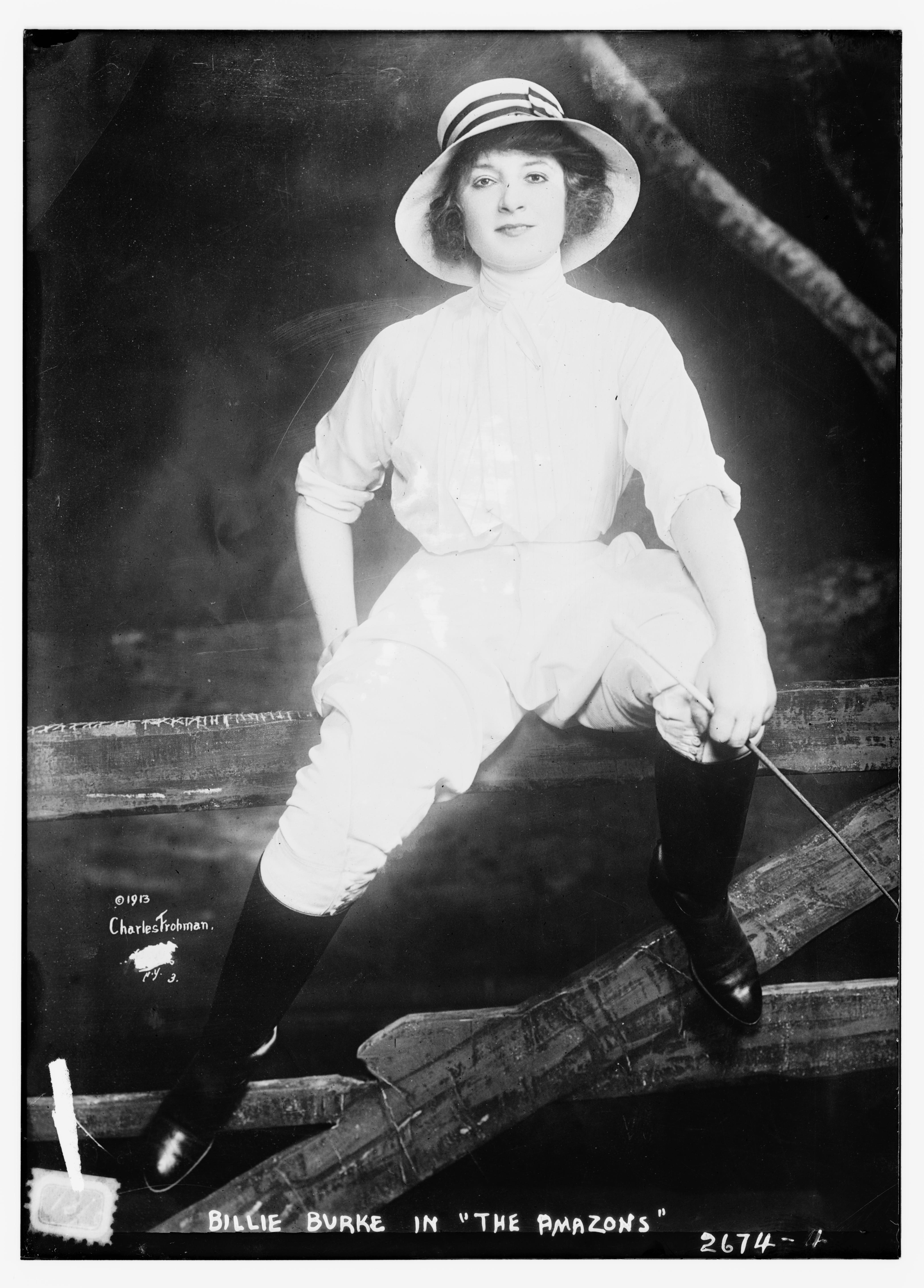
بيلي بيرك في مسرحية الأمازون (1913)

الأمازونيين: الرومانسية الهزلية هي مسرحية من تأليف آرثر وينغ بينيرو عام 1893.عرضت المسرحية في مسرح رويال كورت ويطلق عليه مسرح البلاط الملكي في 7 مارس 1893 واستمرت بعرض 111 عرض حتى 8 يوليو 1893. ومن ثم عرضت في مسرح ليسيوم في 19 فبراير 1894. 
تتضمن الحبكة ثلاثة أخوات (نولين/ نويل، ويليمينا/ ويليس، وتوماسين/ تومي) تربوا على يد والدهم الأرستقراطي كورثته الذكور فكان لديهم صعوبة في التكيف مع المجتمع.

أحييت المسرحية مرة أخرى مع بيلي بورك وافتتحت في مسرح الإمبراطورية في 28 ابريل 1913 وتتضمن الإحياء أغنية " سيدتي أوتاهيتي، مع موسيقى جيروم كيرن  باستخدام كلمات الراحل تشارلز إتش تيلور. وفي 1917 اقتبست كفلم يحمل نفس الاسم.

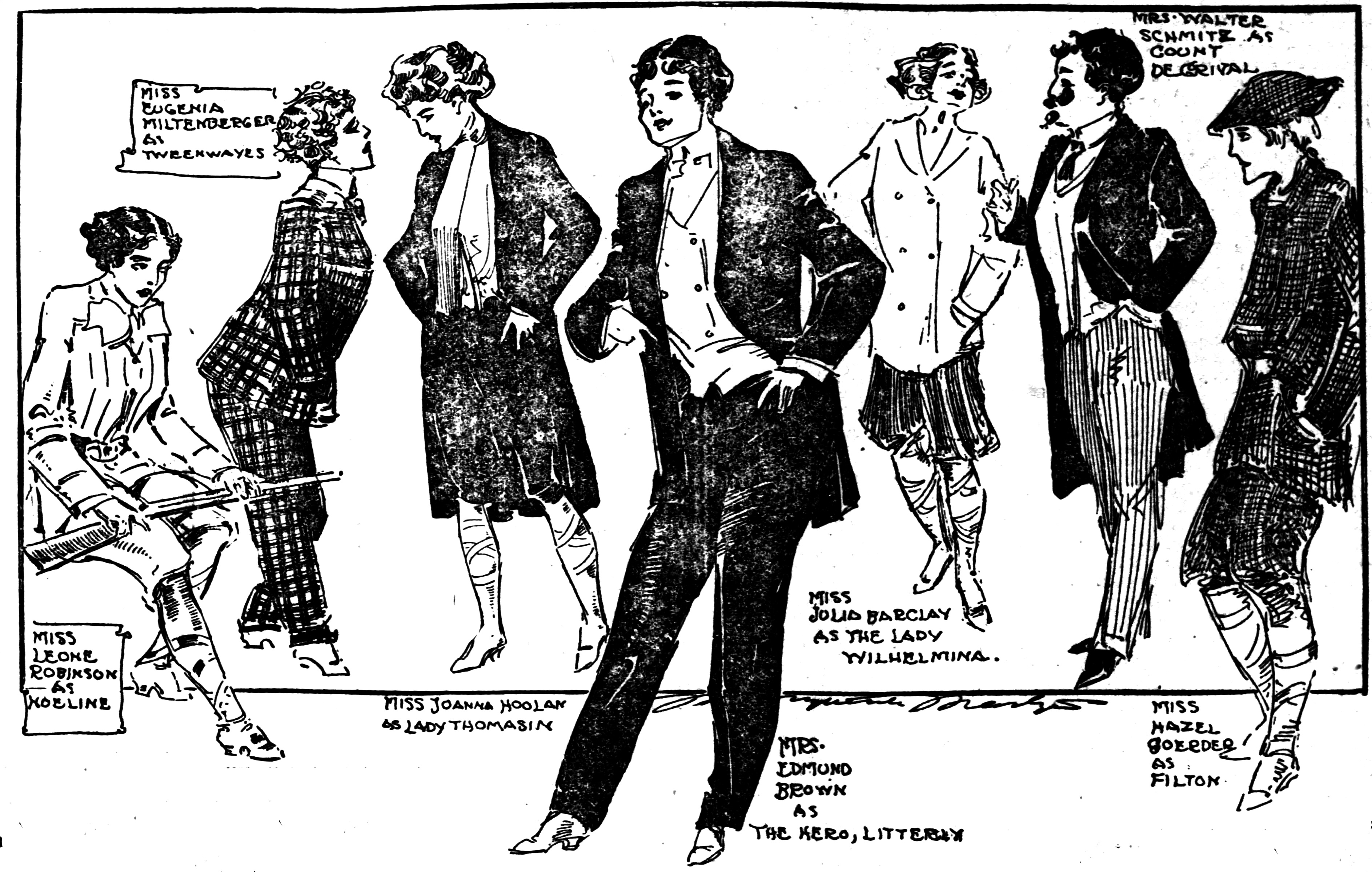
في هذه الرسمة لمارغريت مارتين، كان نادي الكلية في سانت لويس في بروفة لمسرحية "الأمازون" من تأليف آرثر وينج بينيرو، والتي لعبت فيها النساء جميع الأدوار، أبريل 1910.

## الشخصيات وممثلي برودواي
- لورينا أتوود بدور الرقيب ليتي شتر.
- باريت باركر بدور أورتس.
- بيلي بيرك بدور السيدة توماسين.
- ميريام كليمنتس  بدور السيدة نولين.
- آني إزموند بدور ميريام.
- آرثر فيتزجيرالد بدور يوات.
- فرديناند جوتشالك بدور جالفريد

- شيلي هال بدور بارينجتون.
- دوروثي لين بدور السيدة ويليلمينا.
- توماس رينولدز بدور فيتون.
- مورتون سيلتين بدور القس مينشين.
- فريتز ويليامز بدور أندريه.